# Кочевая (Орловская область)
Кочевая — деревня в Сосковском районе Орловской области России.
Входит в состав Алмазовского сельского поселения.

## География
Расположена на правом берегу реки Ицка южнее деревни Зяблово и восточнее деревень Нижняя Боёвка и Озеровка.
В деревню заходит просёлочная дорога, имеется одна улица — Ленина.

## История
Является одним из старейших населённых пунктов в окрестности: нанесена ещё на карту Орловской провинции.
Юго-восточнее Кочевой находится заброшенная усадьба больницы им. Сакко и Ванцетти, которая до Октябрьской революции являлась усадьбой графа Алмазова (при Петре I — посол во Франции). Граф имел владения в деревнях Альшань, Введенское, Шаховцы, Зяблово, Кочевая и Озеровка (ныне Сосковского района).

## Население
| 2010 |
| ---- |
| 15   |